# 威守松山
威守松山 （いもりまつやま）は、新潟県南魚沼市清水に位置する山で、標高1,214.1メートルである。もとの山名は「えもんじょうやま」で、奥州安倍氏末裔の阿部衛門尉（あべえもんのじょう）に由来する。柄沢登山道に越後・直路城（別名:清水城）跡がある。

## 登山ルート
- 巻機権現社コース。

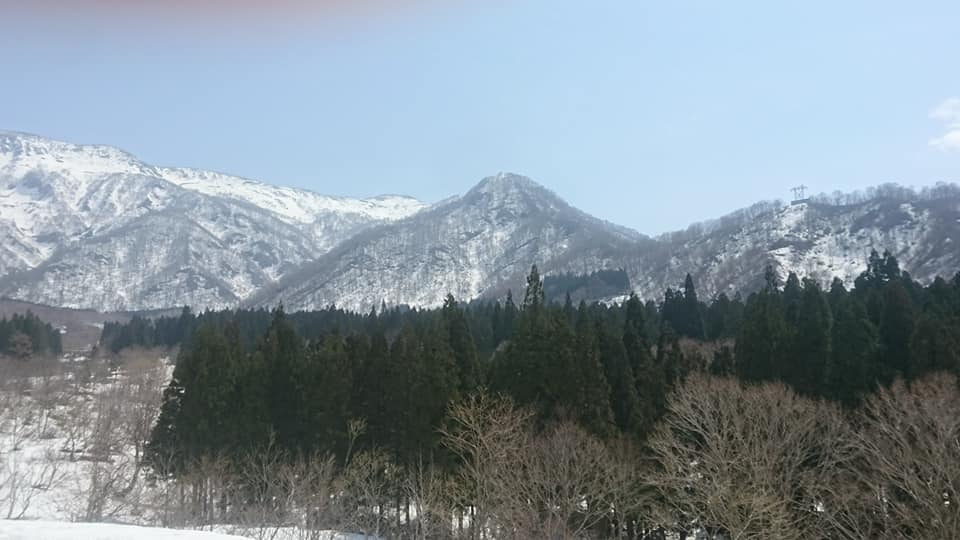

- 桜坂林道のイガシラ登山口～寺屋敷跡～山頂コース。
- 桜坂林道のイガシラ登山口～飲用沢～山頂コース。
- 柄沢林道コース。

## 周辺の山々
- 巻機山・割引岳・米子頭山・柄沢山・檜倉山・大烏帽子山・朝日岳・七ツ小屋山
- 天狗岩・割引岳・牛ヶ岳・三ツ石山・小沢岳・下津川山
- 高平ノ頭・ロクロノ頭・無黒山・姥見ノ頭

## 河川
- 登川
- 清水峠

## アクセス
- 車:関越自動車道塩沢石打インターチェンジより、新潟県道28号塩沢大和線・国道291号をイガシラ登山口駐車場（残雪期:西谷後バス停）まで、車で約30分。タクシーでは上越線六日町駅から約20分。
- バス:南越後観光バスで六日町駅から沢口・清水行（1日3本）で約30分（残雪期:西谷後バス停）、イガシラ登山口駐車場まで徒歩約1時間。